# ترشیز

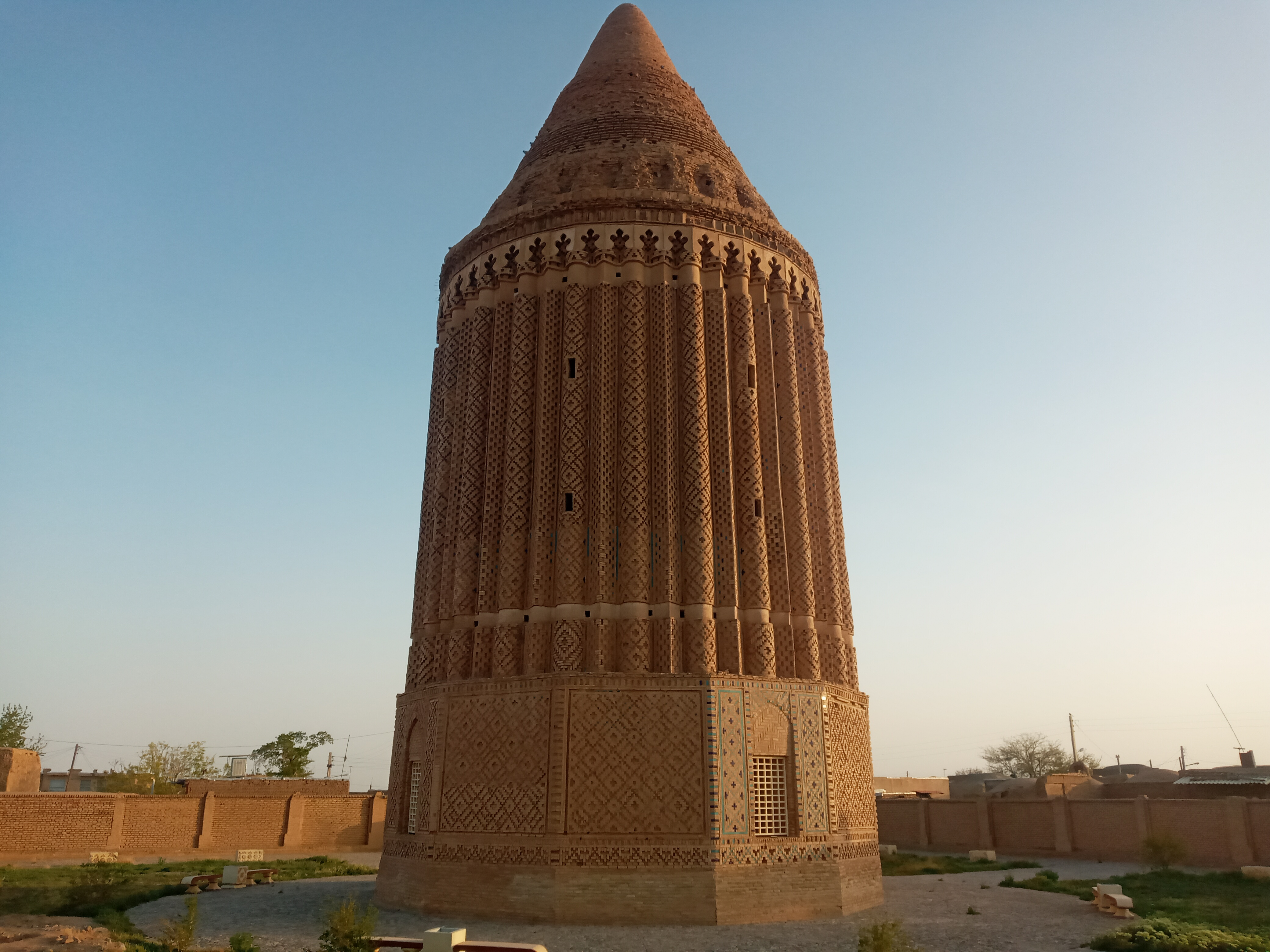
برج علی‌آباد شاخص‌ترین بنای تاریخی ترشیز

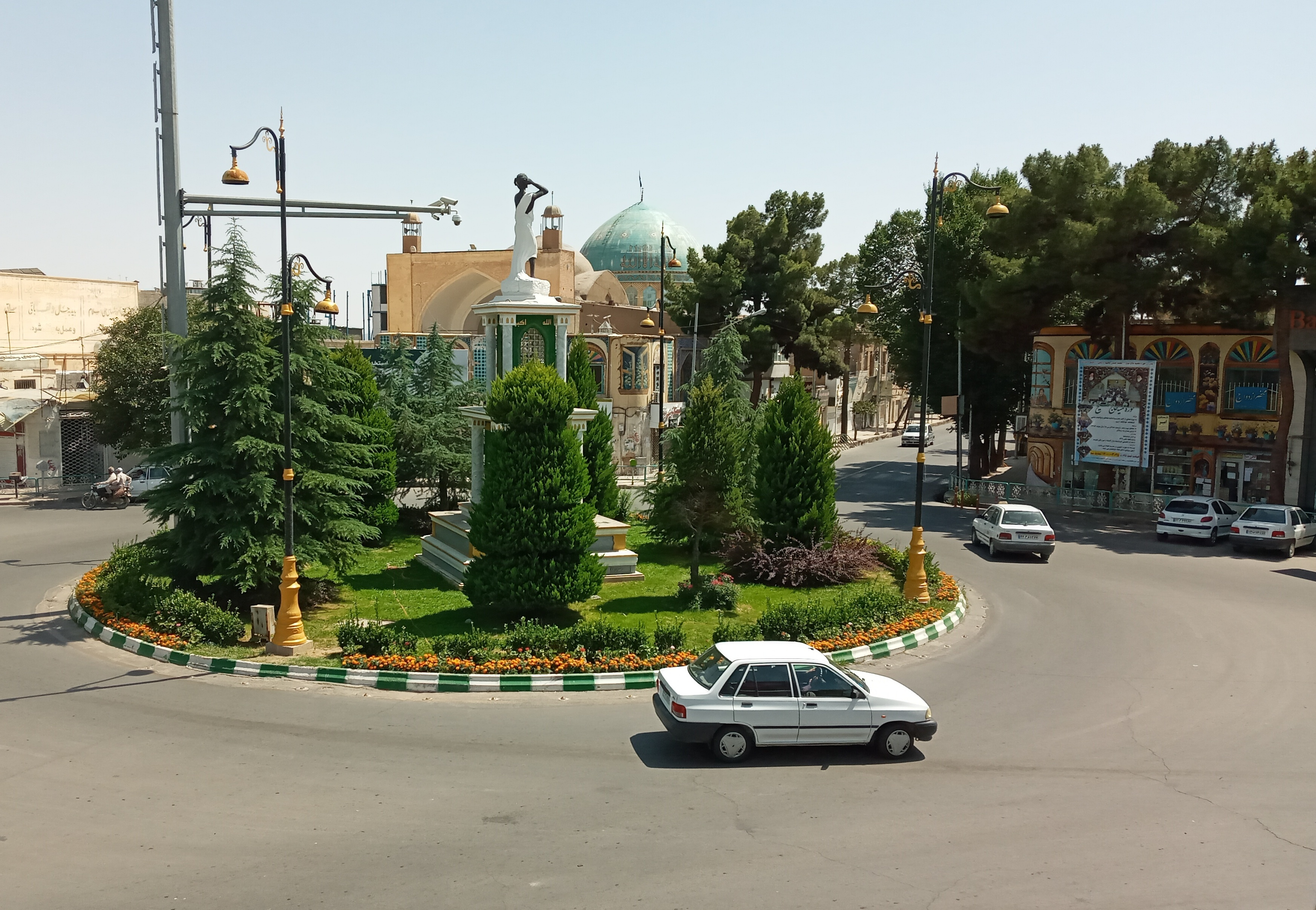
دورنمای مسجد جامع کاشمر (میدان انقلاب)

تُرشیز (؛ به‌معنای: شهر نیرومند) یا طُرثیث () مرکز ولایت پشت و نام پیشین منطقه و شهری است که امروزه کاشمر نامیده می‌شود. در تاریخ ۸ مرداد ۱۳۱۳ نام این منطقه و شهر آن از ترشیز به کاشمر تغییر یافت. منطقهٔ کنونی ترشیز شامل شهرستان‌های کاشمر، بردسکن، خلیل‌آباد و کوهسرخ با گستره ۱۱٬۵۹۷ کیلومتر مربع دارای جمعیتی بالغ بر ۲۹۵٬۹۹۶ نفر در سال ۱۳۹۵ است. همچنین از روستاهای جداشدهٔ مهم آن می‌توان به ازغند، گلستان، رودمعجن و حصار اشاره کرد. زبان این منطقه فارسی و به گویش کاشمری و گویش ناحیهٔ کوهسرخ و دهستان کوهپایه بردسکن؛ کوهسرخی است. به گفتهٔ حمدالله مستوفی شهر کوچک تُرشیز حصاری «بغایت حصین» دارد و دارای چهار قلعه با نام‌های قلعه بردارود، قلعه میکال، قلعه مجاهدآباد و قلعه آتشگاه مستحکم است؛ بنابراین به نظر می‌رسد هر دو معنی مذکور از این نام مستفاد می‌شده است و خود شهر تُرشیز در میان این چهار قلعه مستحکم آن قرار گرفته بوده، به ویژه اتکا به دژ دفاعی حصین کنار خود یعنی برداورد یعنی قلعه سنگی داشته است. حمدالله مستوفی می‌گوید ترشیز شهری گرمسیری است؛ بنابراین آن به معنی شهر تر و مرطوب هم نیست. در سده‌های پیش از حملهٔ مغول به سلطنت خوارزمشاه، ترشیز شهرکی به شکل قلعه‌ای مستحکم با حصار و بارویی نفوذناپذیر، به‌عنوان پایگاهی نظامی برای منطقهٔ ربع نیشابور و مرکز آن نیشابور به‌شمار می‌آمده است. تصور شده است که موقعیت کنونی این شهرک دقیقاً مشخص نیست و هیچ اثری از آن باقی نمانده است.

## دیدگاه‌ها
حمدالله مستوفی در نزهةالقلوب دربارهٔ ترشیز می‌گوید:
از اقلیم چهارم است طولش از جزایر خالدات صب و عرض از خط استوا له. بهمن بن اسفندیار ساخت. شهری کوچک است و گرمسیر و حصاری به‌غایت حصین دارد و آب آن از کاریز است و دیه‌های بسیار دارد و ارتفاعات نکو وغلات بسیار و میوه‌های خوب و انگور و انجیر و انار به‌غایت نیکو باشد. ابریشم حاصل شود و همه نوع ارتفاع دارند. کشمر در آن ولایت قصبه است.
در لغت‌نامه دهخدا راجع به ترشیز نوشته‌شده است:
ترشیز. [ت ُ] (اِخ) طریثیث. (سمعانی). شهرکی است از حدود کوهستان و نشابور با کشت و برز بسیار. (حدود العالم). معرب آن طریثیث یا ترشیش. قصبهٔ کوچکی است که در خراسان و نزدیک نیشابور واقع است وموطن بعضی از شعرا می‌باشد. (از قاموس الاعلام ترکی). طریثیث بضم اول و فتح دوم و کسر چهارم، نام ترشیز است و ترشیز را یاقوت در معجم البلدان ترشیش ضبط کرده وآنرا تحریفی از طریثیث دانسته است، و طریثیث در عربی مصغر طُرثوث بر وزن عصفور، و آن نباتی است شبیه به قارچ. (تعلیقات بهمنیار بر تاریخ بیهق ص ۳۴۰). شهریست مشهور از بلاد خراسان مشتمل بر دهات و قری و قصبات، پایتخت آنرا سلطانیه گویند که حاکم نشین آنجاست. سمت شرقی آن ارض اقدس و مشهد مقدس حضرت سلطان خراسان صلوات اﷲعلیه است. جنوب آن ولایت طبس کیلک است. غربی آن پائین ولایت تربت حیدریه و سمت قبلهٔ آن سبزوار. شمال آن ولایتِ نیشابور است، و شهر ترشیز واقع است در اواسط شهرهای خراسان، اتفاق غریبی است که قرب و بُعد آن نسبت بهمه شهرهای آنجا تساوی دارد، قنوات و میاه جاریه و دهات بسیار دارد و بسیار خوش آب و هواست. میوه‌های آن ولایت به آن لطافت و خوبی، هیچ جای دیگر نیست. چنان معلوم می‌شود که پادشاهان ایران آنجا را تختگاه کرده بودند و گشتاسب در آنجا با زردشت ملاقات نموده و سرو کشمیری را در آنجا کشته بود، چنان‌که گفته است:
| یکی شاخ سرو آورید از بهشت |  | به پیش در شهر کشمر بکشت |

گویند ترشیز از بناهای گشتاسب بن لهراسب است. (از انجمن آرا) (از آنندراج). ولایت کوچکی از ولایت خراسان و حاکم نشین آنجا موسوم به سلطانیه است. (ناظم الاطباء). کاشمر. رجوع به کاشمر و ترشیش و مزدیسنا چ ۱ ص ۱۸۸٬۳۴۰ و مرآت البلدان ج ۱ ص ۴۲۱ و جهانگشای جوینی ج ۲ ص ۴۶ و ۴۷ و ۷۰ و ۷۱و لباب الالباب ج ۲ ص ۴۹ و التفهیم بیرونی ص ۱۴۸ و ۴۵۷ و مجمل التواریخ ص ۱۰۹ و ایران باستان ج ۳ ص ۲۱۸۶ و تاریخ سیستان ص ۱۵۴، ۲۳۴، ۲۹۲، ۴۰۷ و مجالس النفائس ص ۱۷، ۶۴، ۶۷، ۸۰، ۹۸، ۲۰۴، ۲۳۷ و نزهةالقلوب ص ۱۴۳، ۱۴۶، ۱۷۸ و تاریخ گزیده ص ۵۱۸ و تذکرةالملوک ص ۸۰ و حبیب السیر و سبک‌شناسی بهار و تاریخ مغول و تاریخ ادبیات برون و تاریخ عصر حافظ، و طریثیث در همین لغت‌نامه شود.